# P. J. Proby

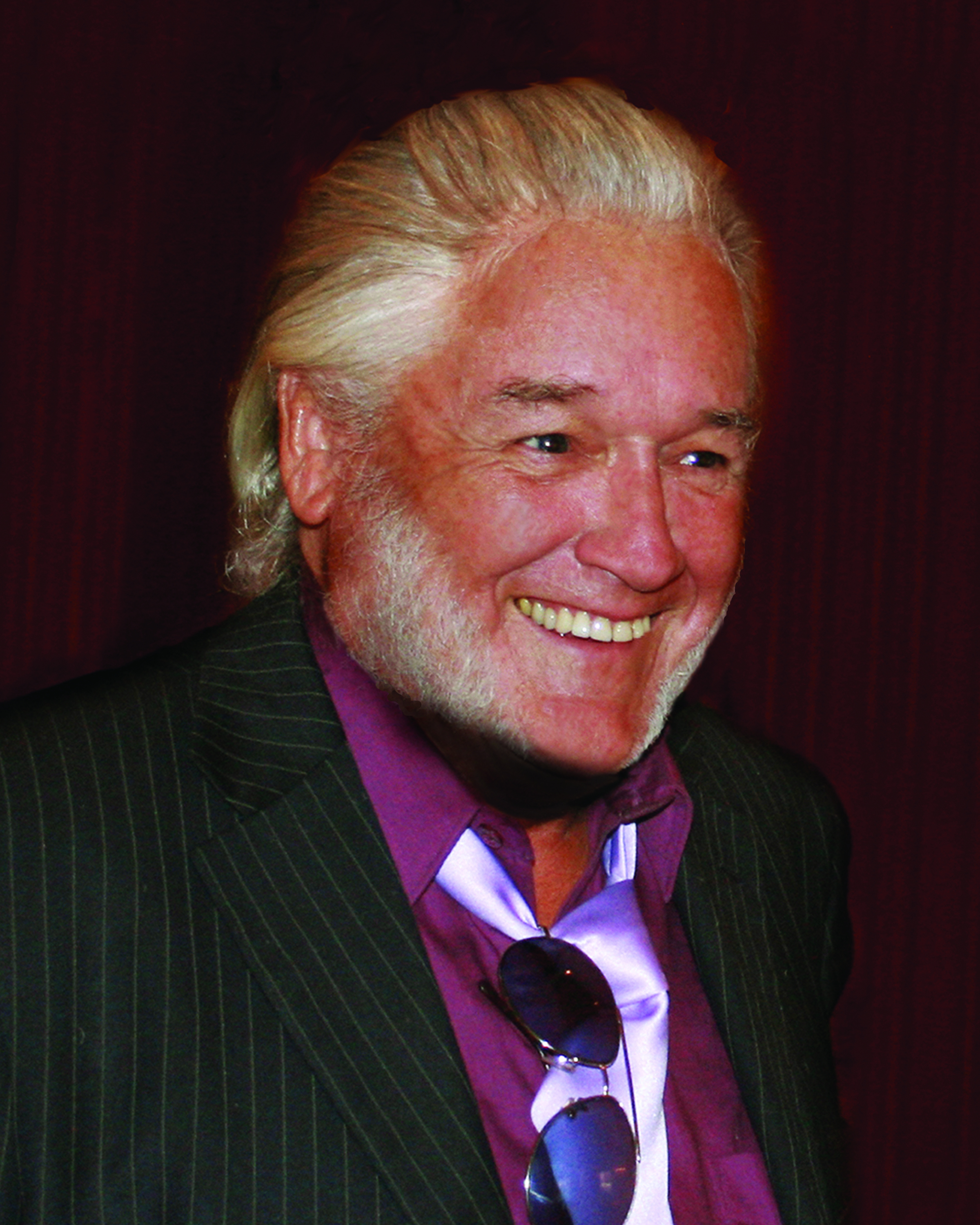
Proby 2007

P. J. Proby (* 6. November 1938 als James Marcus Smith in Houston, Texas) ist ein US-amerikanischer Sänger, Songwriter und Schauspieler.

## Leben
Proby begann seine Karriere als Filmdarsteller in unzähligen Western-Filmen und in Krimiserien des amerikanischen Fernsehens. Im Jahr 1957 machte Proby als Jett Powers seine ersten Platten; 1958 sang er mit den Mello Kings und danach mit seiner eigenen Band, den Moon Dogs. Ende der 1950er / Anfang der 1960er Jahre verdiente er sich seinen Lebensunterhalt damit, dass er – weil seine Stimme so ähnlich klang – Demobänder für Elvis Presley sang. Außerdem schrieb er Songs für andere Interpreten. Er lernte die ehemalige Verlobte Eddie Cochrans, die Songschreiberin Sharon Sheeley, kennen, die ihm seinen Künstlernamen gab und seine Karriere förderte.
Im Jahr 1961 erschien seine erste Single als P. J. Proby in den USA: Try To Forget Her. Sein einziger nennenswerter Erfolg in den USA war die Nummer Niki Hoeky (1966, Platz 23). Sein erfolgreichstes Album hieß I’m P. J. Proby.
Der Manager Jack Good entdeckte dann sein Talent als Sänger und holte ihn 1963 nach Großbritannien. Dort brachte seine Bühnenshow die Mädchen zum Kreischen. Dass er auch ein guter Sänger war, wurde dabei meist vergessen. In den Jahren 1964 und 1965 schaffte er sechs Hits; die bekanntesten sind Hold me, Together oder Maria und Somewhere aus der West Side Story.
Das damals noch prüde England reagierte auf seine zu einem Zopf gebundenen, schulterlangen Haare und die hautengen Samthosen empfindlich. Nachdem ihm einmal bei einem Bühnenauftritt die Hose im Schritt aufplatzte, inszenierte er dies danach häufiger und wurde bald aus Auftrittshallen und TV-Sendungen verbannt. Als die für ihn als Amerikaner notwendige Arbeitserlaubnis ablief, wurde sie nicht verlängert. Proby musste England verlassen – und hinterließ noch einen beachtlichen Berg Steuerschulden.
Ende der 1960er Jahre nahm er mit den Musikern, die wenig später Led Zeppelin wurden, die LP Three Week Hero auf. 1971 spielte er mit in Catch My Soul, einer Rock-Oper nach Motiven aus Othello. 1977 stand er in England erneut auf der Bühne. Diesmal spielte er im Musikportrait Elvis – The Musical mit und verkörperte dort Elvis Presley. Er veröffentlichte 1978 eine LP mit der niederländischen Gruppe Focus (Focus Con Proby) und sang in vielen Clubs schnulzige Lieder.
Vor allem in den 1980er Jahren veröffentlichte Coverversionen, insbesondere von: Love Will Tear Us Apart von Joy Division, Tainted Love von Soft Cell, Anarchy in the U. K. von den Sex Pistols und Sign o’ the Times von Prince. Kommerziell erfolgreich waren die Coverversionen allerdings nicht.
Im Jahr 1990 war Proby aufgrund von übermäßigen Alkoholkonsums in einem schlechten Gesundheitszustand. Im Folgejahr erlitt er einen Herzinfarkt, von dem er sich nur sehr langsam erholte. Erst 1993 stand er wieder auf der Bühne, in Jack Goods biografischem Musical Good Rockin’ Tonite, in dem er sich selbst darstellte, und 1995 in der Roy Orbison-Tributeshow Only the Lonely. Ende 1996 sang er mit Marc Almond den Cupid’s Inspiration-Hit Yesterday Has Gone.
Im Jahr 1997 tourte Proby mit The Who durch Amerika und spielte The Godfather in der Bühnenversion von Quadrophenia. In den folgenden Jahren war er mit einer Bühnenshow u. a. in Deutschland, Skandinavien und Australien unterwegs, im Jahr 2006 unternahm er eine ausgedehnte Tour durch Großbritannien unter dem Titel „Solid Silver Sixties Show 2006“.
Im Jahr 2015 sang er auf Van Morrisons Album Duets: Re-working the Catalogue mit Morrison das Lied Whatever happened to P. J. Proby, das Morrison bereits im Jahr 2002 auf seinem Album Down the Road veröffentlicht hatte. Auch trat Proby auf dem Konzert zum 70. Geburtstag Morrisons im gleichen Jahr in Belfast auf.

## Diskografie

### Alben
- I Am P. J. Proby (1964)
- P. J. Proby (1965)
- P. J. Proby In Town (1965)
- Enigma (1966)
- Phenomenon (1967)
- Believe It Or Not (1968)
- Three Week Hero (1969)
- California License (1970)
- I’m Yours (1972)
- The Hero (1981)
- Clown Shoes (1987)
- Thanks (1991)
- The Savoy Sessions (1995) (Compilation)
- Legend (1996)
- Memories (2003)
- Live On Stage (2005)

### Singles (Auswahl)
- Hold Me (1964)
- Together (1964)
- Somewhere (1964)
- I Apologise (1965)
- Let the Water Run Down (1965)
- That Means a Lot (1965)
- Maria (1965)
- You’ve Come Back (1966)
- To Make a Big Man Cry (1966)
- I Can’t Make It Alone (1966)
- It’s Your Day Today (1968)
- Sign o’ the Times (1989)
- Stage of Fools (1990)
- Yesterday Has Gone (1996)

## Belege
1. ↑  Fionola Meredith: Van Morrison performs 70th birthday concerts in Belfast. In: The Irish Times. 31. August 2015, archiviert vom Original am 7. Oktober 2016; abgerufen am 11. Dezember 2020 (englisch).
2. 1 2  Chartquellen: UK US